# Neotama mexicana
La araña de dos colas (Neotama mexicana) es un arácnido perteneciente la familia Hersiliidae del orden Araneae. Esta especie fue descrita por O. P-Cambridge en 1893. El nombre del género Neotama proviene de las palabras griegas Neo que significan “lo joven o lo nuevo” y tama que significa “último o íntimo”. El nombre específico mexicana debido a su distribución en México.

## Descripción
El macho tiene un carapacho de color naranja con bordes laterales negros; región cefálica con una mancha longitudinal blancuzca sobre la región medial posterior; área de los ocelos de color marrón con bordes negros en los ocelos; quelíceros marrón oscuro; labio y enditos amarillentos, más claros en la parte distal; esternón amarillento con un ligero color naranja en los márgenes, patas y espineretas naranjas con bandas transversales; abdomen marrón claro en el dorso con un par de manchas anteriores largas y tres pares de manchas transversales negras en la parte posterior; largo total de 7,3 mm; carapacho con 3 mm de largo y 2,8 de ancho, guante queliceral con tres largos dientes promarginales y diez dentículos retromarginales; tibia del palpo alargado, dos veces más larga que la patela; émbolos largos y filiformes; apófisis medial medianamente insertada, distalmente mucho más amplia que la base con la proyección basal ligeramente alargada. Hembra con una coloración parecida a la del macho, ligeramente más clara; largo total de 7,2 mm aproximadamente; carapacho de aproximadamente 3 mm de largo por 2,9 de ancho; placa epiginial larga con la parte posterior de copulación abierta; internamente con espermateca cilíndrica, y dos largos receptáculos seminales cilíndricos sobre cada lado; ductos de copulación cortos y ensanchados en la parte anterior; ductos de fertilización cortos y delgados.

## Distribución
A esta especie se le puede encontrar en el sureste de Estados Unidos, Colombia, Brasil, Ecuador, Perú, Panamá, El Salvador, Costa Rica y en México en los estados de Baja California, Chiapas, Morelos, Veracruz, Michoacán, Campeche, Nuevo León y Monterrey.

## Hábitat
A esta especie se le puede encontrar cabeza abajo sobre troncos de árboles, o muros de piedra.

## Estado de conservación
Esta especie de arácnido no se encuentra dentro de ninguna categoría de riesgo en las normas nacionales o internacionales.